# Mukāsir
Mukāsir (arab. مكاسر, „przełamujący”) – trzecia co do ważności postać w hierarchii religijnej isma'ilizmu bohryjskiego obok da'iów i ma'ðūnów. Początkowo określenie to (a właściwie: Ma'ðūn al-mukāsir) oznaczało niezbyt wysoką pozycję w hierarchii – mukāsirzy zajmowali się głównie opieką nad neofitami, a ich główne  zadanie polegało na osłabianiu więzi neofity z poprzednio praktykowanym wyznaniem; szczególną uwagę zwracano tu na neofitów będących wysoko w hierarchii społecznej. Ich zadaniem było również zachęcanie nieisma'ilickich teologów do debaty religijnej. Funkcja ta została prawdopodobnie stworzona przez fatymidzkiego da'ia Hamida al-Din al-Kirmaniego na przełomie X i XI wieku. Obecnie znaczenie mukāsirów jest różne, w zależności od przynależności do określonego wyznania bohrów, cechą jednak wspólną jest znaczna waga tego stanowiska wśród współczesnych bohrów.
U bohrów dawudyckich na pozycję mukāsira wyznaczani są zwykle najbliżsi krewni. Obecnie (2008) funkcję tę sprawuje: Syedi Husain Husamuddin (poprzednio był nim Syedi Saleh Safiyuddin). W wyznaniu sulejmanickim jest kilku mukāsirów, u bohrów alawickich zwykle jeden.
Mukāsir występował również w religii Druzów.